# Ammoconia typhoea
Ammoconia typhoea là một loài bướm đêm trong họ Noctuidae.